# Динамо-БДУФК
«Динамо-БДУФК» (біл. «Дынама - Белару́скі дзяржа́ўны ўніверсітэ́т фізічнай культуры»)  — білоруський жіночий футбольний клуб з міста Мінськ, філія футбольного клубу «Динамо». Заснований 2020 року. Виступає у вищій лізі чемпіонату Білорусі серед жінок.

## Історія
Клуб був заснований у 2020 році. Брав участь у своєму першому сезоні в чемпіонаті Білорусі, який виграв із 20 перемогами, 1 нічиєю та без жодної поразки, при цьому столична команда забила 119 м'ячів, а пропустила — лише 4. Того ж року мінське «Динамо» виграло й кубок Білорусі.
15 березня 2021 року «Динамо» виграло Суперкубок, обігравши «Мінськ» з рахунком 4:0.

## Досягнення
Вища ліга Білорусі
- Чемпіон (3): 2020, 2021, 2022

 Кубок Білорусі
- Володар (2): 2020, 2021

 Суперкубок Білорусі
- Володар (2): 2021, 2022

## Статистика виступів по роках
| Сезон | Чемпіонат | Чемпіонат | Чемпіонат | Чемпіонат | Чемпіонат | Чемпіонат | Чемпіонат | Чемпіонат | Чемпіонат | Кубок   | Суперкубок | Єврокубки | Джерела |
| Сезон | Дивізіон  | Місце     | Іг        | В         | Н         | П         | ЗМ        | ПМ        | О         | Кубок   | Суперкубок | Єврокубки | Джерела |
| ----- | --------- | --------- | --------- | --------- | --------- | --------- | --------- | --------- | --------- | ------- | ---------- | --------- | ------- |
| 2020  | вищий     | \|        | 21        | 20        | 1         | 0         | 119       | 4         | 61        | Володар | —          | —         | [ 3 ]   |
| 2021  | вищий     | \|        | 27        | 27        | 0         | 0         | 200       | 4         | 81        | Володар | Володар    | —         | [ 4 ]   |

## Бомбардири
сезон 2020
- Салімата Сімпоре — 19
- Карина Ольховик — 18
- Анастасія Шуппо — 15

сезон 2021
- Карина Ольховик — 33
- Ганна Пилипенко — 25
- Вікторія Валюк — 24